# Torneo de Múnich 2024
El BMW Open 2024 fue un torneo de tenis que perteneció a la ATP en la categoría de ATP Tour 250. Se disputó desde el 15 hasta el 21 de abril de 2024 sobre polvo de ladrillo en el MTTC Iphitos en Múnich (Alemania).

## Distribución de puntos
| Modalidad            | Campeón | Finalista | Semifinales | Cuartos de final | 2ª ronda | 1ª ronda | Clasificados | 2ª ronda de clasificación | 1ª ronda de clasificación |
| Individual masculino | 250     | 165       | 100         | 50               | 25       | 0        | 13           | 7                         | 0                         |
| Dobles masculino     | 250     | 150       | 90          | 45               | 20       | 0        | -            | -                         | -                         |

## Cabezas de serie

### Individuales masculino
| Tenista               | Ranking | Preclasificado |
| Alexander Zverev      | 5       | 1              |
| Holger Rune           | 7       | 2              |
| Taylor Fritz          | 13      | 3              |
| Jan-Lennard Struff    | 25      | 4              |
| Félix Auger-Aliassime | 35      | 5              |
| Jack Draper           | 39      | 6              |
| Dominik Koepfer       | 54      | 7              |
| Alexander Shevchenko  | 55      | 8              |

- Ranking del 8 de abril de 2024.[2]

### Dobles masculino
| Tenista                           | Ranking | Preclasificado |
| Kevin Krawietz Tim Puetz          | 26      | 1              |
| Nathaniel Lammons Jackson Withrow | 50      | 2              |
| Sander Gillé Joran Vliegen        | 58      | 3              |
| Ariel Behar Adam Pavlásek         | 81      | 4              |

## Campeones

### Individual masculino
Jan-Lennard Struff venció a  Taylor Fritz por 7-5, 6-3 

### Dobles masculino
Yuki Bhambri /  Albano Olivetti vencieron a  Andreas Mies /  Jan-Lennard Struff por 7-6(8-6), 7-6(7-5)